# Hydrophyllaceae
Hydrophyllaceae is een botanische naam, voor een familie van tweezaadlobbige planten. Een familie onder deze naam wordt vrij regelmatig erkend door systemen van plantentaxonomie. Het APG-systeem (1998) en het APG II-systeem (2003) erkennen niet zo'n familie: aldaar worden de betreffende planten ingedeeld in de ruwbladigenfamilie (Boraginaceae), behalve het geslacht Hydrolea dat een eigen familie wordt (Hydroleaceae).
In de 22e druk van de Heukels was de Nederlandstalige naam bosliefjesfamilie: deze had in Nederland één vertegenwoordiger, de exoot Phacelia (Phacelia tanacetifolia). In de 23e druk komt de familie uiteraard niet voor.
In het Cronquist-systeem (1981) was de plaatsing in de orde Solanales.